# Фурсенко Катерина Миколаївна
Катерина Миколаївна Фурсенко (нар. 1958, село Хабаловка Хобдинського району Актюбінської області, тепер Республіка Казахстан) — українська радянська діячка, новатор виробництва, арматурниця-електрозварниця управління будівництва Південноукраїнської атомної електростанції Миколаївської області. Депутат Верховної Ради УРСР 10-го скликання.

## Біографія
Народилася в родині колгоспників. Член ВЛКСМ з 1972 року. Трудову діяльність розпочала в 1975 році маляром ремонтно-будівельного цеху Слов'янської ДРЕС Донецької області.
У 1976 році закінчила Слов'янське середнє професійно-технічне училище Донецької області.
З 1976 року — арматурниця-електрозварниця управління будівництва Південноукраїнської атомної електростанції Миколаївської області. Виконувала виробничі завдання на 110—115 % при високій якості робіт.
У 1982 році закінчила заочно Первомайський загальнотехнічний факультет Одеського технологічного інституту холодильної промисловості.

## Нагороди та відзнаки
- Почесна грамота ЦК ВЛКСМ